# D-klasse-veerboot
De D-klasse-veerboten zijn een klasse van 3 RoRo-veerboten die tussen 2003 en 2006 door Samsung Heavy Industries zijn gebouwd en door DFDS Seaways worden geëxploiteerd. Ze werden oorspronkelijk geëxploiteerd door de rederij Norfolkline en varen op de route tussen Dover, Verenigd Koninkrijk en Duinkerken, Frankrijk.

## Achtergrond
Het trio werd oorspronkelijk ontworpen en besteld door Maersk-dochteronderneming Norfolkline voor hun dienst tussen Dover en Duinkerken. De route werd opnieuw opgestart in 2000 door de Norrfolkline. Initieel was de route enkel bedoeld voor vrachtvervoer maar later werd er voor gekozen om ook passagiers en hun voertuig mee te nemen.  
De dienst startte met één gecharterd schip - Midnight Merchant van Norse Merchant Ferries en de route werd een onverwacht succes en binnen de vijf jaar charterde Norfolkline nog drie schepen van Norse Merchant. Het grote succes van de route en de ambitie om ook passagiers mee te nemen leidde tot de beslissing om nieuwbouwschepen te bestellen, dit zou de D-klasse worden. 

## Overzicht

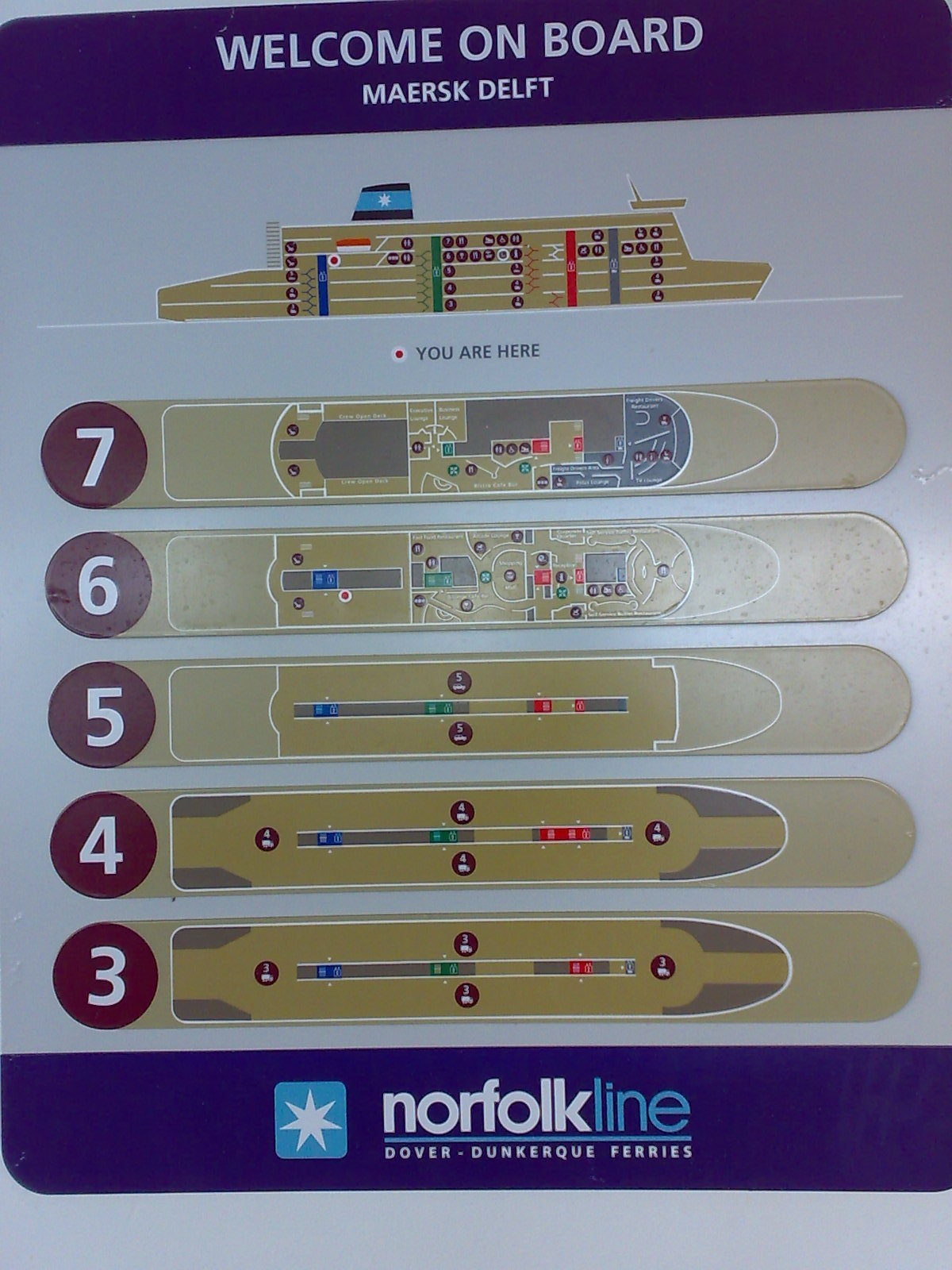
Dekplan aan boord van Maersk Delft

De veerboten van de D-klasse zijn gebouwd door Samsung Heavy Industries en bestaan uit drie schepen in de klasse: Dunkerque Seaways, Delft Seaways en Dover Seaways. Ze zijn 186 m lang, 28 m breed en hebben een diepgang van 6,75 m. Ze worden aangedreven door vier dieselmotoren met twee schroeven. Hun gecertificeerde servicesnelheid is 25 knopen, maar de Delft Seaways registreerde een snelheid van 28 knopen (52 km/h) toen hij op zijn leveringsreis voor aanvallende piraten voor de kust van Somalië op de vlucht was.

### Ontwerp buitenzijde
Aan de buitenkant is de klasse van deze schepen makkelijk te herkennen aan de enorme panoramische ramen (twee dekken) aan de voorzijde van het schip vlak onder de brug, een tweede set panoramische ramen aan de stuurboordzijde van het schip en een schoorsteenontwerp dat uniek is voor schepen die voor Maersk en haar dochterondernemingen zijn ontworpen. 
Zoals gebruikelijk bij veerboten die van en naar Dover varen, is deze klasse uitgerust met een zogenoemde "koevanger" (cow catcher) aan de boeg en met schuifdeuren aan de achterkant. Deze aanpassingen zijn nodig omdat de veerboten op deze lijn gebruik maken van landgebonden hellingen van wal naar schip, in plaats van de gebruikelijke schip-walhellingen.

### Ontwerp interieur
Binnenin bestaan de schepen uit 9 dekken: dek 1 en 2 zijn gereserveerd voor machineruimte en technische installaties. Dekken 3, 4 en 5 zijn de autodekken waar de voertuigen staan. Dekken 6 en 7 vormen de publieke gedeeltes voor de passagiers tijdens de overtocht. Dekken 8 en 9 zijn voorbehouden voor de bemanning. In de passagiersruimtes (dek 6 en 7) wordt de ruimte achter de panoramaramen ingenomen door twee restaurants: één voor vrachtwagenchauffeurs op het bovendek en een algemeen restaurant op het benedendek, met daarnaast een speelruimte voor kinderen. Verder naar achteren, bij de panoramische ramen aan stuurboord, bevindt zich een café, met een premium lounge op dek 8. Op dekken 7 en 8 bevinden zich ook de openluchtdekken die toegankelijk zijn voor de passagiers tijdens de overtocht.

## Geschiedenis

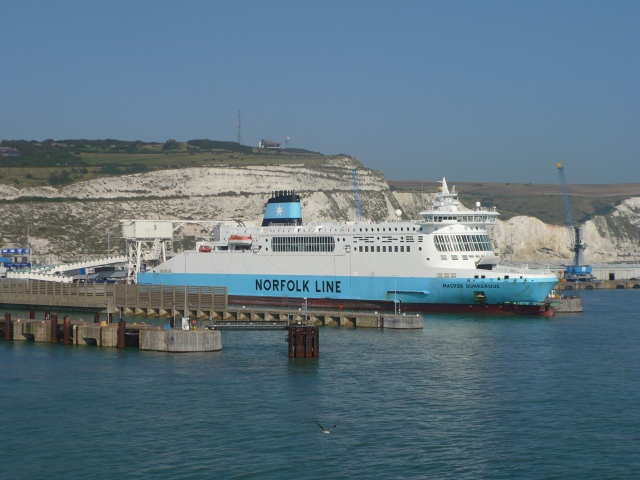
Dunkerque Seaways in 2007, in zijn oorspronkelijke beschildering als Maersk Dunkerque

Het eerste schip van de reeks, de Maersk Dunkerque, werd in september 2005 opgeleverd en in oktober van datzelfde jaar in dienst genomen. De twee andere zusterschepen, Maersk Delft, Maersk Dover, zijn respectievelijk in februari en juli 2006 in dienst genomen. Kort nadat het schip in de vaart werd genomen, kreeg de Maersk Dunkerque in 2006 echter te maken met motorproblemen, hierdoor moesten er regelmatig afvaarten worden geannuleerd. Vanaf september 2006 waren deze problemen verholpen. 
Op 17 oktober 2006 was de Maersk Dover betrokken bij een bijna-botsing tussen de olietanker Apollonia en een ander schip van Maersk, het containerschip Maersk Vancouver. Er vielen geen gewonden en er was geen schade aan de betrokken schepen.
In 2010 werd Norfolkline overgenomen door DFDS A/S, dat de activiteiten samenvoegde met haar eigen veerbootdochter: DFDS Seaways. Na de overname in 2010 bleven de schepen overwegend de Norfolkline-kleuren gebruiken, enkel de schoorstenen werden opnieuw geschilderd in de kleuren van DFDS. Pas in 2011 werden ze volledig opnieuw geschilderd in de huiskleuren van DFDS.
Op 9 november 2014 was de Dover Seaways betrokken bij een incident in Dover, waarbij het schip tegen de havenmuur botste. De schade die het schip opliep betekende dat het ongeveer anderhalve week uit de vaart was voor herstellingen. Pas op 21 november keerde het schip terug in reguliere dienst.
Eind 2015 veranderde DFDS haar merkidentiteit en voerde het bedrijf een nieuwe huisstijl in voor de vloot, met een donkerdere tint blauw en witte letters op de donkere romp. In de loop van januari 2016 werd het trio opnieuw geschilderd in de nieuwe DFDS-kleurstelling.

## Schepen in de klasse
- Dunkerque Seaways - voorheen Maersk Dunkerque
- Delft Seaways - voorheen Maersk Delft
- Dover Seaways - voorheen Maersk Dover